# NGC 2103
NGC 2103 is een emissienevel in het sterrenbeeld Tafelberg. Het hemelobject werd in 1834 ontdekt door de Britse astronoom John Herschel.

## Synoniemen
- ESO 57-EN24